# Bisterza (comune)
Bisterza (ufficialmente in sloveno Občina Ilirska Bistrica) è un comune della Slovenia. Ha una popolazione di 13 329 abitanti ed un'area di 480 km². Appartiene alla regione statistica della Carniola Interna-Carso. La sede del comune si trova nella città di Bisterza.

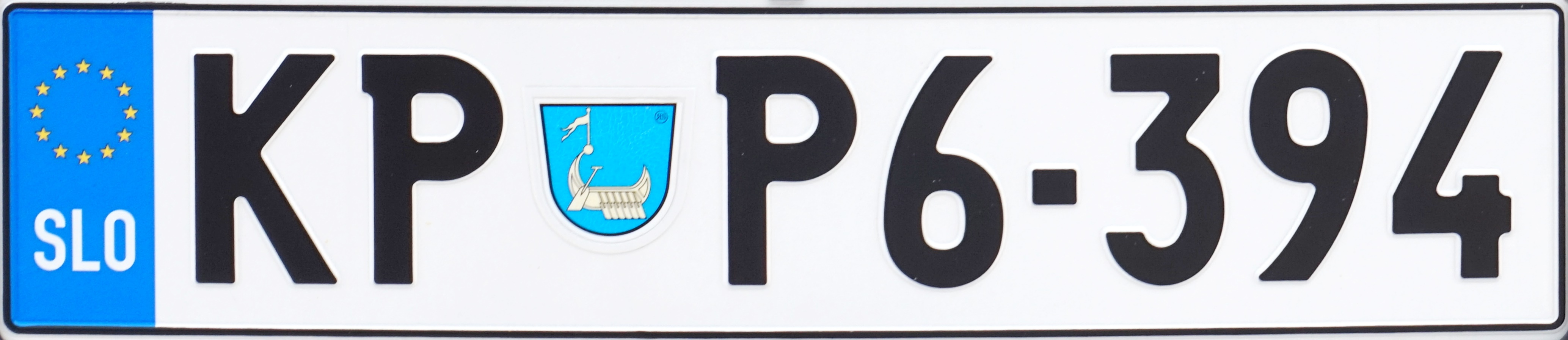
Targa del comune di Bisterza

## Geografia antropica

### Suddivisioni amministrative
Prima del trattato di Rapallo, firmato nel 1920, la città e il distretto di Bisterza facevano parte della Carniola, parte della Cisleitania, con i distretti di Borgovecchio di Olisa, Circonio, Idria, Longatico, Nauporto, Postumia, San Pietro del Carso, Senosecchia e Vipacco. Fu parte dello storico territorio asburgico di Carniola. Il centro tradizionale della regione è Postumia.

#### Vecchie frazioni
Nel 1936 il vecchio comune di Villa del Nevoso (provincia del Carnaro [Fiume]), oggi Bisterza, aveva una popolazione totale di 5 588 residenti ed era suddiviso in 13 frazioni:
| Comuni, frazioni e abitati | Popolazione residente in totale | Popolazione residente dei centri | Popolazione residente delle case sparse |
| -------------------------- | ------------------------------- | -------------------------------- | --------------------------------------- |
| Villa del Nevoso           | 5 588                           | 5 137                            | 451                                     |
| Villa del Nevoso           | 2 798                           | 2 519                            | 279                                     |
| Berze di Torrenova         | 56                              | 50                               | 6                                       |
| Bucovizza Grande           | 297                             | 297                              | --                                      |
| Bucovizza Piccola          | 216                             | 211                              | 5                                       |
| Càrie                      | 495                             | 414                              | 81                                      |
| Cossese                    | 265                             | 265                              | --                                      |
| Merecce                    | 127                             | 127                              | --                                      |
| Pòglie                     | 107                             | 107                              | --                                      |
| Postegna                   | 168                             | 122                              | 46                                      |
| Sarecce                    | 274                             | 274                              | --                                      |
| Sarecizza                  | 155                             | 155                              | --                                      |
| Tomigna                    | 235                             | 216                              | 19                                      |
| Topolza                    | 395                             | 380                              | 15                                      |

#### Insediamenti
Il comune di Bisterza è diviso in 64 insediamenti (naselja) secondo la seguente popolazione:
- Bàccia di Bisterza[3] (Bač): 462 ab.
- Berdo di Elsane (Veliko Brdo): 98 ab.
- Berdo San Giovanni (Janeževo Brdo): 209 ab.
- Berze di Torrenova (Brce): 35 ab.
- Bisterza (Ilirska Bistrica): 2 669 ab., insediamento capoluogo comunale
- Bittigne di Sopra (Gornja Bitnja): 42 ab.
- Bittigne di Sotto (Dolnja Bitnja): 74 ab.
- Buccova Grande o Bucovizza Grande (Velika Bukovica): 184 ab.
- Buccova Piccola o Bucovizza Piccola (Mala Bukovica): 161 ab.
- Carie[3] (Harije): 288 ab.
- Castel Iablanizza[3] o Iablanizza (Jablanica): 149 ab.
- Castelnuovo d'Istria (Podgrad): 607 ab.
- Ceglie (Čelje): 64 ab.
- Coritenza di Bisterza[3] (Koritnice): 152 ab.
- Cossese (Koseze): 371 ab.
- Cottésevo (Kuteževo): 243 ab.
- Cràccinanova (Novokračine): 225 ab.
- Crussizza di Castelnuovo (Hrušica): 258 ab.
- Cùie (Huje): 111 ab.
- Dolegna di Elsane (Dolenje pri Jelšanah): 203 ab.
- Elsane o Gelsane (Jelšane): 293 ab.
- Eriacci (Rjavče ["Erjavče"]): 31 ab.
- Fabice (Fabci): 11 ab.
- Fontana del Conte[3] (Knežak): 477 ab.
- Gabrega (Gabrk): 33 ab.
- Iasena di Bisterza (Jasen): 259 ab.
- Locce Piccola (Male Loče): 39 ab
- Merecce (Mereče): 62 ab.
- Monforte del Timavo (Ostrožno Brdo): 104 ab.
- Monte Chilovi o Montefreddo (Kilovče): 55 ab.
- Nevoso (Snežnik): 8 ab.
- Paulizza (Pavlica): 17 ab.
- Pobese (Podbeže): 110 ab.
- Tabor di Sémbie (Podtabor): 37 ab.
- Poglie di Torrenova (Dobro Polje): 71 ab.
- Postegna (Podstenje): 71 ab.
- Postegnasca o Postegnesca (Podstenjšek): 4 ab.
- Pregara[3] (Pregarje): 216 ab.
- Prelose San Egidio[3] (Prelože): 72 ab.
- Primano[3] (Prem): 184 ab.
- Racizze (Račice): 160 ab.
- Recizza (Rečica): 94 ab.
- Ratecevo in Monte (Ratečevo Brdo): 33 ab.
- Sabogna (Sabonje): 79 ab.
- Sarecce di Torrenova (Zarečje): 171 ab.
- Sarecizza in Val Timavo (Zarečica): 124 ab.
- Sémbie[3] (Šembije): 209 ab.
- Sméria (Smrje): 122 ab.
- Sose (Soze): 39 ab.
- Starada (Starod): 49 ab.
- Studena in Monte (Studena Gora): 33 ab.
- Sussa (Susak): 75 ab.
- Terciane (Trpčane): 122 ab.
- Tomigna (Tominje): 129 ab.
- Topolza (Topolc): 344 ab.
- Torrenova di Bisterza (Trnovo): 2 200 ab.
- Villanova [di Elsane] (Nova Vas pri Jelšanah): 15 ab.
- Villa Podigràie (Podgraje): 270 ab.
- Verbizza (Vrbica): 145 ab.
- Verbovo (Vrbovo): 315 ab.
- Zàbice Castelvecchio (Zabiče): 315 ab.
- Zaielse (Zajelšje): 52 ab.
- Zemòn di Sotto (Dolnji Zemon): 457 ab.
- Zemòn di Sopra (Gornji Zemon): 114 ab.

## Amministrazione
| Periodo | Periodo   | Primo cittadino  | Partito | Carica  | Note |
| ------- | --------- | ---------------- | ------- | ------- | ---- |
| 1994    | 1998      | Stanislav Prosen |         | sindaco |      |
| 1998    | 2002      | Franc Lipolt     |         | sindaco |      |
| 2002    | 2006      | Anton Šenkinc    |         | sindaco |      |
| 2006    | 2010      | Anton Šenkinc    |         | sindaco |      |
| 2010    | 2014      | Emil Rojc        |         | sindaco |      |
| 2014    | in carica | Emil Rojc        |         | sindaco |      |

### Gemellaggi
- Abbazia
- Duino-Aurisina